# Virginia Benedetta Chierichetti
Virginia Benedetta Chierichetti, nata Francesca Chierichetti, nota come suor Virginia Benedetta Chierichetti da Mogliano (Mogliano, 21 marzo 1643 – Mogliano, 13 maggio 1718), è stata una religiosa italiana, monaca benedettina nota per la sua intensa vita contemplativa e per i fenomeni mistici che l'avrebbero accompagnata, tra cui visioni, miracolose guarigioni ed episodi di bilocazione.
Figura spirituale di rilievo all'interno del monachesimo maceratese del XVII-XVIII secolo, fu guida spirituale di numerose consorelle e, in qualità di badessa, fu fautrice di importanti opere di costruzione all’interno del monastero e della chiesa di San Giuseppe di Mogliano. È venerata ancora oggi a livello locale per la sua testimonianza di vita spirituale.

## Biografia
Francesca Chierichetti nacque il 21 marzo 1643 a Mogliano, nelle Marche, all’interno della residenza nobiliare della famiglia Chierichetti situata nell’attuale Piazzale Cavour. Per commemorare l’evento, negli anni successivi sulla facciata della casa natale venne realizzato per volere della cittadinanza una edicola raffigurante la Madonna con il Bambino, mentre sull'abitazione antistante venne collocata una decorazione con l’iscrizione IHS, tradizionale cristogramma simbolo di Gesù Cristo.

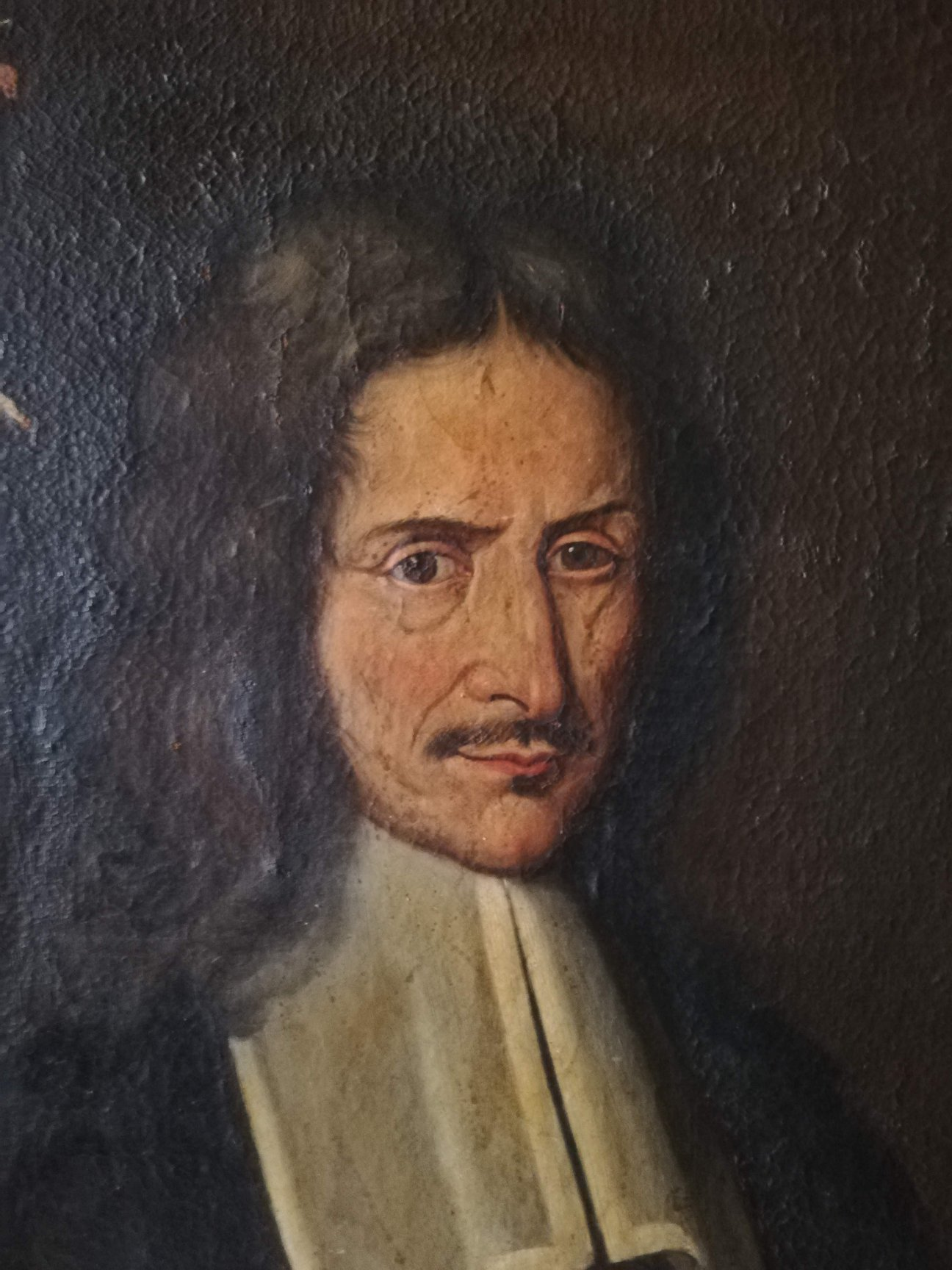
Giacinto Sgamba (1610-1657) famoso generale e fratello della madre di suor Virginia Benedetta Chierichetti

Francesca proveniva da una famiglia particolarmente agiata: suo padre, infatti, era Carlo Chierichetti, podestà di Belforte e Morrovalle, mentre sua madre, Margherita Sgamba, era esponente di una delle più importanti famiglie aristocratiche moglianesi ed era sorella del famoso comandante Giacinto Sgamba. Egli, infatti, durante il pontificato di Innocenzo X, ricoprì il ruolo di generale delle milizie pontificie nella campagna militare contro i duchi di Parma, Modena e Firenze. Successivamente, venne nominato generale della Repubblica di Venezia nella guerra contro l'Impero Ottomano in Dalmazia, distinguendosi per le sue capacità strategiche e ottenendo importanti successi militari. In segno di riconoscimento, ricevette un grande medaglione d'oro, oggi andato perduto e per molti anni prestò servizio come colonnello della Santa Casa di Loreto.
Francesca era una di cinque sorelle le quali scelsero tutte di intraprendere la vita monastica, ritirandosi in monasteri di clausura. Ricevette il battesimo il giorno successivo alla nascita nella chiesa di Santa Maria da Piedi e nel 1647 fu cresimata nella chiesa di Santa Maria in Piazza dall'arcivescovo di Fermo, Monsignor Cordella. Secondo i resoconti dell'epoca, sin dalla prima infanzia Francesca avrebbe mostrato modestia, devozione religiosa e un marcato distacco dalle ricchezze e dalla vita mondana, tratti che sono stati interpretati dalla sua famiglia come segni precoci della sua vocazione spirituale.
Proprio per questa sua inclinazione, sin da giovane Francesca fu indirizzata alla vita religiosa e monastica. Secondo la tradizione, infatti, ancor prima della sua monacazione, lei avrebbe avuto una visione di San Mauro Abate, il quale le avrebbe donato un cordoncino da portare con sé come segno di protezione. Francesca, in seguito, condivise questo oggetto con alcune consorelle, considerandolo segno di benedizione. In seguito, per commemorare tale evento, la famiglia fece realizzare un dipinto raffigurante San Mauro, con la giovane Francesca ritratta in atteggiamento supplice; tale immagine veniva esposta pubblicamente nel giorno della commemorazione del santo insieme al cordoncino all'interno della chiesa del monastero.
Entrò nel monastero di San Benedetto di Mogliano (oggi di San Giuseppe) a soli 16 anni, il 16 settembre 1659, e nell'ottobre del 1660 prese i voti assumendo il nome di Virginia Benedetta. Nei primi anni di vita religiosa, secondo i resoconti tramandati da alcune consorelle, Francesca avrebbe sopportato con umiltà e pazienza varie vessazioni e mortificazioni da parte della superiora. Venne inoltre notata sin da subito per le sue pratiche religiose, tra cui rigorose penitenze, digiuni e una ferrea autodisciplina. Si racconta che, per tutta la vita, anche a causa della sua precaria salute orale, si sia nutrita esclusivamente di brodo e che abbia praticato l'autofustigazione come atto di espiazione e devozione.

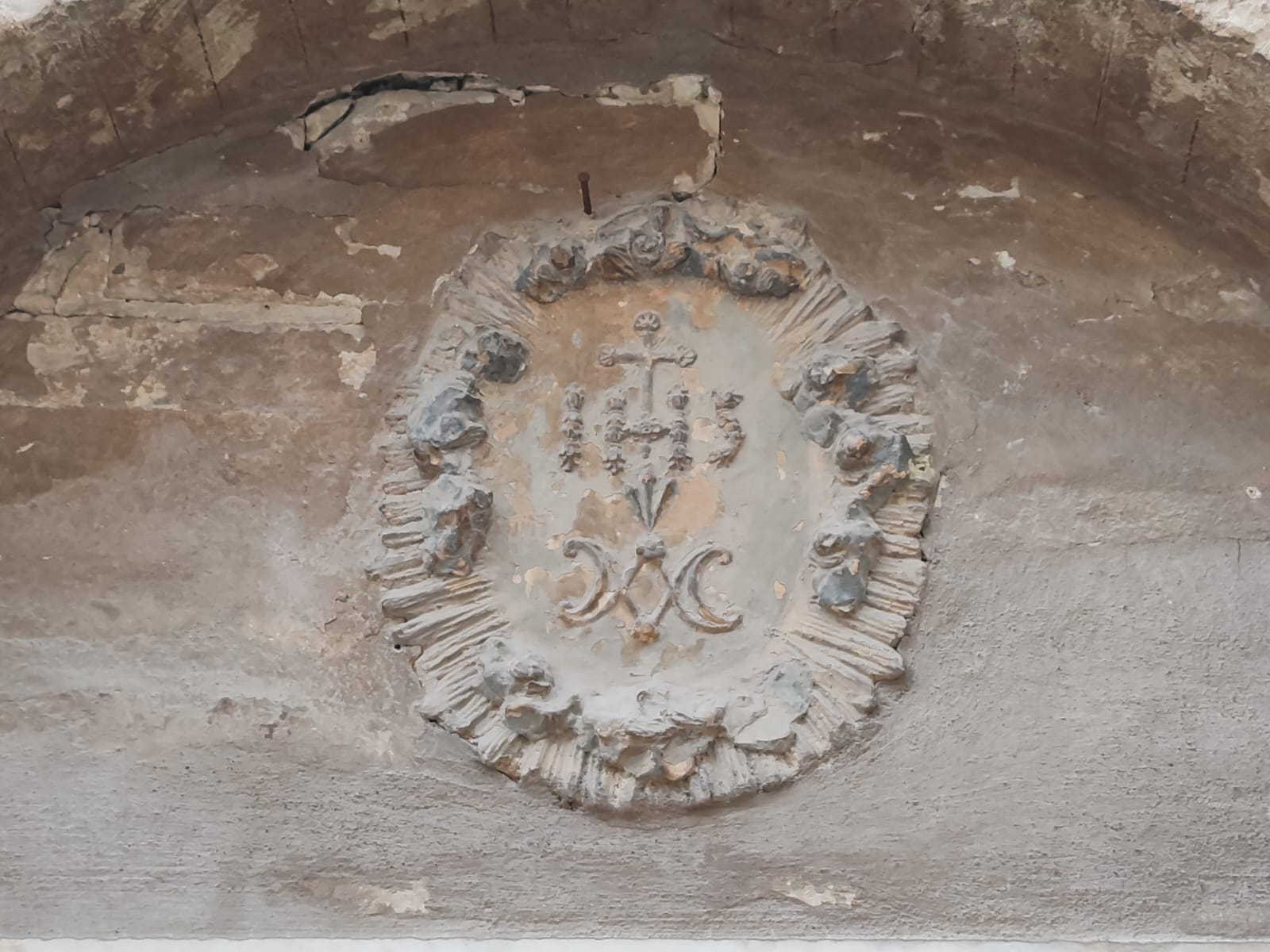
Decorazione con il Cristogramma IHS sulla facciata dell'edificio antistante alla residenza Chierichetti

## Fenomeni mistici
Nel corso della sua vita monastica Suor Virginia Benedetta sarebbe stata protagonista di numerosi fenomeni di natura mistica. Infatti a tal proposito le venne imposto dal cardinale Cenci di annotare tutte le visioni e le esperienze mistiche avute nel corso degli anni. Suor Virginia dedicò molti anni a questo lavoro, redigendo un ampio manoscritto il quale, tuttavia, fu successivamente distrutto dal suo Padre Confessore, con grande sollievo da parte sua, poiché non desiderava che quello che aveva vissuto venisse reso pubblico.

### Visioni
Nel corso della sua vita suor Virginia riferì di aver avuto numerose visioni. Tra queste, la più significativa riguardava la visione di un luogo luminoso dove un angelo custode avrebbe vegliato su cinque corone riccamente adornate, adagiate su una sedia di cristallo limpido. Nella stessa visione, dopo essersi voltata, la suora raccontò di aver visto un fiume dalle acque torbide, avvolto da un’oscura nebbia, dal quale emergeva una colonna circondata da demoni che la assalivano e danneggiavano. Secondo la testimonianza di suor Virginia, l’angelo le avrebbe spiegato che le cinque corone rappresentavano i cinque anni di vessazioni subite in precedenza, mentre la colonna simboleggiava i due anni successivi di ancor più atroci dolori inflitti dai demoni.
Suor Virginia raccontò inoltre di aver avuto numerose visioni di Gesù Cristo, al quale si definiva «sposa di sangue», in quanto, secondo lei, unita a lui nella sofferenza. In queste apparizioni, riferì che Cristo la avrebbe esortata a perseverare nella sopportazione delle pene causate dai demoni e a portare avanti la sua missione terrena.

### Bilocazioni
Suor Virginia fu protagonista, secondo le testimonianze, di due distinti episodi di bilocazione, fenomeno sovrannaturale secondo il quale una persona sarebbe presente in due luoghi diversi nello stesso momento, sia in forma corporea che spirituale.
Nel primo episodio si racconta che, mentre la zia Elena Chierichetti era in viaggio con dei parenti verso Petritoli, il suo cavallo rischiò di cadere nel fiume durante l’attraversamento nei pressi della chiesa del Santissimo Crocifisso d’Ete. In quel momento, suor Virginia sarebbe apparsa improvvisamente accanto alla zia, prendendo le redini dell’animale e conducendola in salvo sulla strada sicura. Secondo la narrazione, si sarebbe trattato di un’esperienza definita “in corpore sive extra corpus”, poiché nello stesso momento la religiosa si sarebbe trovata a tavola con le consorelle nel monastero di clausura. Durante il pasto, suor Virginia sarebbe caduta improvvisamente a terra, per poi rialzarsi pochi minuti dopo come se nulla fosse accaduto. L’episodio contribuì a diffondere una sua prima fama all'interno del paese.
Un secondo episodio di bilocazione si sarebbe verificato in occasione di una grave malattia del fratello Michele. Secondo le fonti mentre suor Virginia si trovava ancora all'interno del convento, lei sarebbe apparsa al capezzale dell’infermo, alla presenza di diversi testimoni, circondata da una luce descritta come una "ruota luminosa". Dopo un breve dialogo tra i due, Michele sarebbe guarito improvvisamente. Secondo il racconto, infatti, suor Virginia avrebbe trasferito su di sé le sofferenze del fratello, iniziando a provare forti dolori per diversi giorni, senza alcun sollievo medico e in stato di digiuno totale.

### Apparizioni dall’aldilà
Tuttavia, l'episodio più celebre legato alla figura di suor Virginia Benedetta riguarda l'apparizione dello spirito della consorella suor Maria Eufrasia Boninfanti, deceduta il 27 novembre 1657. Alcuni mesi dopo la morte, nell'agosto del 1658 infatti, suor Virginia, mentre era ancora educanda, riferì di aver ricevuto in sogno una visita da parte della suora deceduta, la quale le avrebbe chiesto di far celebrare messe e pregare per la liberazione della sua anima dal Purgatorio. Tuttavia, inizialmente, nonostante le ripetute apparizioni, suor Virginia esitò a riferire l'accaduto, poiché temeva che potesse trattarsi non dello spirito della suora, ma di un inganno di origine demoniaca.
Il 15 agosto 1658, giorno dell'Assunta, lo spirito di Maria Eufrasia si sarebbe manifestato nuovamente, questa volta visibilmente avvolto dalle fiamme e avrebbe impresso su un tavolo un'impronta di tre dita, come segno tangibile per testimoniare la propria identità e la veridicità dell'apparizione. Solo a quel punto suor Virginia si convinse e rese noto l’accaduto. Il tavolo che riporta questa impronta è tuttora conservato all'interno del monastero di Mogliano. Dopo l'adempimento delle messe e delle preghiere richieste, il suo spirito sarebbe tornato un'ultima volta per ringraziarla, affermando di aver ottenuto la salvezza e di aver raggiunto il Paradiso.

### Fenomeni demoniaci
Secondo le testimonianze dei padri confessori e delle consorelle, suor Virginia sarebbe stata frequentemente vittima di vessazioni di natura demoniaca. In diverse occasioni riferì di essere stata tormentata da presenze maligne e di aver riportato, secondo quanto attestato, ferite da taglio soprattutto nella zona addominale e pelvica. Tali esperienze erano spesso seguite da forti dolori, svenimenti e abbondante perdita di sangue dalla bocca.
In un episodio particolarmente drammatico le sarebbero apparsi numerosi demoni sotto forma di animali terrificanti, dalle cui bocche sarebbero fuoriuscite delle fiamme. Al termine di questa terribile visione, la religiosa sarebbe caduta tramortita, colpita da febbre e dolori articolari, con gravi sintomi fisici che la portarono, secondo i medici, a un passo dalla morte il 15 agosto 1674.

### Guarigioni miracolose
Nel corso degli anni le furono attribuite numerose "guarigioni miracolose". Secondo le testimonianze dell’epoca, suor Virginia era solita offrire agli infermi come cura un piccolo frammento di calcina prelevato nei pressi di una sacra immagine del Crocifisso presente all’interno del monastero, gesto al quale veniva attribuito un forte connotato spirituale e taumaturgico.
Anche dopo la sua morte continuarono a essere riportati casi di guarigioni ritenute come straordinarie legate alla sua figura. Tra questi, viene ricordato quello di Donna Maria Barbara Morroni del monastero di Montolmo , affetta da una grave patologia renale, la quale il 21 Luglio 1718 sarebbe guarita dopo essere entrata in contatto con un frammento del velo appartenuto alla suora. Un altro episodio riguarda una donna di Montegiorgio, la quale si sarebbe ristabilita da una malattia tumorale al petto, ritenuta incurabile dai medici, dopo aver baciato la tomba della religiosa.

### Previsioni
A lei sono state attribuite dalle fonti nel corso degli anni numerose previsioni, tra cui l’annuncio della morte imminente o della pronta guarigione di diverse persone provenienti da varie località della provincia. Di particolare rilievo fu la previsione concernente la morte della madre di Giovanni Filippo Carnili, autore della biografia che costituisce la principale fonte delle informazioni riguardanti la sua vita.
Tuttavia, la previsione più rilevante fu quella relativa alla liberazione di Vienna dall’assedio ottomano del 1683. Secondo quanto riportato, il 12 settembre di quell’anno, giorno in cui le truppe cristiane guidate da Giovanni III Sobieski e supportate dagli ussari alati polacchi respinsero l’esercito ottomano, suor Virginia avrebbe annunciato alle consorelle e al padre confessore, ben prima che la notizia giungesse nel territorio marchigiano, che la città era stata liberata, rassicurando i presenti e invitandoli a non preoccuparsi.

## Attività religiosa
Suor Virginia fu la prima a promuovere il culto e la devozione verso San Francesco di Paola a Mogliano. Proprio per sua volontà, infatti, all'interno della chiesa del monastero, venne eretto un altare in onore del santo e collocata un'effigie, tuttora oggetto di venerazione da parte dei fedeli. Durante i suoi anni da badessa, a partire dal 1710, si fece promotrice della ridecorazione della chiesa del monastero in puro stile barocco, facendo realizzare un nuovo soffitto a cassettoni e arricchendo il tabernacolo con intagli e decorazioni provenienti da Venezia.
Nonostante le ristrettezze economiche, riuscì inoltre a finanziare i lavori di ricostruzione e ristrutturazione del monastero, contribuendo in modo decisivo alla configurazione architettonica che ancora oggi è visibile.
Era inoltre conosciuta per la sua generosità: infatti si dice che era solita distribuire regolarmente le elemosine ricevute dalla popolazione ai più bisognosi, esortando le consorelle a fare altrettanto. Questa sua attenzione verso i poveri le valse grande stima e riconoscenza da parte della comunità locale.

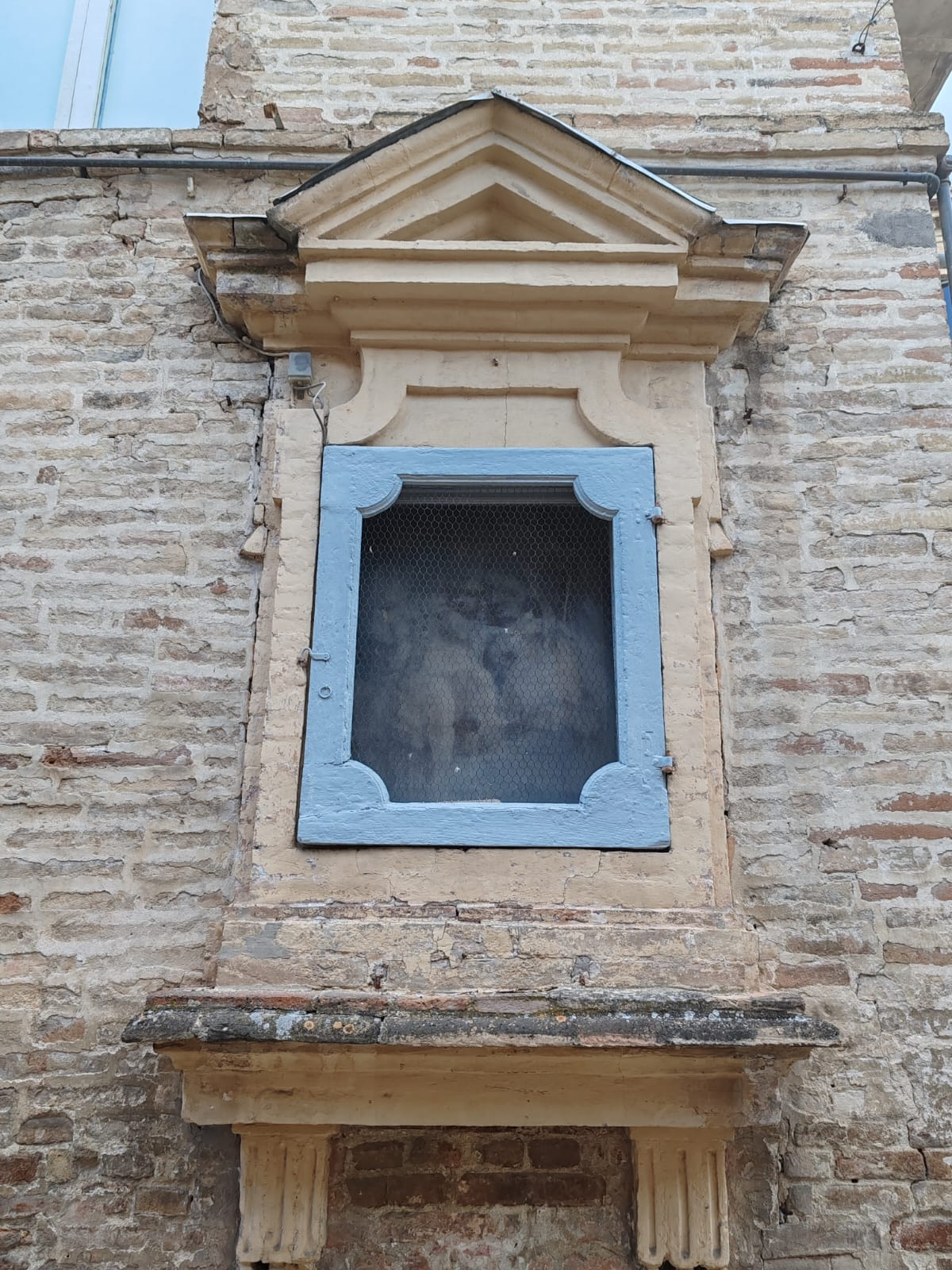
Edicola votiva con una raffigurazione della Madonna con il Bambino, posta sulla facciata della residenza nobiliare della famiglia Chierichetti

## Morte e culto
Tra le numerose infermità che la colpirono negli ultimi anni di vita, una delle più gravi fu una violenta emorragia accompagnata da un’intensa febbre, che si manifestò a partire dal 10 aprile 1718. L’aggravarsi progressivo delle sue condizioni fisiche la costrinse a letto per oltre un mese, durante il quale avrebbe continuato – secondo le fonti – a sopportare i dolori con rassegnazione e spirito di preghiera. Morì serenamente il 13 maggio 1718 all'età di 75 anni, in concetto di santità, circondata dalle sue consorelle. Quando fecero l'autopsia del corpo, venne trovato un cilizio di ferro a forma di cuore sul petto. In segno di particolare rispetto e riconoscimento per la sua vita ritenuta esemplare, le venne riservato l’onore – unico nella storia del Monastero – di ricevere sepoltura in una cassa mortuaria, privilegio non concesso alle altre religiose, che secondo la prassi conventuale venivano solitamente sepolte in modo più semplice in una fossa comune.
Secondo le fonti, pochi mesi dopo la sua dipartita, Maria Bartolati di Montolmo inizialmente avrebbe espresso diffidenza nei confronti di suor Virginia Benedetta per non averla guarita da un forte dolore alla testa. Tuttavia, dopo aver ricevuto in sogno una sua apparizione, nella quale la religiosa l'avrebbe invitata ad avere fede, la sua opinione sarebbe cambiata radicalmente. Da quel momento, infatti, si sarebbe affidata con devozione alla suora, invocandone l'intercessione per ogni suo male.
Un altro episodio riguarda l'aiuto che suor Virginia avrebbe fornito spiritualmente a don Filippo Procaccini di Mogliano, impegnato in un esorcismo particolarmente difficile. In tale occasione, egli racconta che un frammento del velo funerario della suora, posto sulla donna posseduta, avrebbe provocato l'immediata liberazione dal demonio, gesto che fu interpretato come prodigioso dai presenti.
Nonostante tutte le sue opere e i fenomeni sovrannaturali legati alla sua vita, Suor Virginia Benedetta Chierichetti non è mai stata ufficialmente beatificata o canonizzata dalla Chiesa cattolica. Tuttavia, la sua figura è ancora oggi ricordata con affetto e venerazione dalla popolazione moglianese, quale esempio di vita consacrata autentica e profonda.
Inoltre in occasione del terzo centenario dalla morte, il 30 giugno 2018, presso il convento di San Giuseppe, il circolo culturale parrocchiale moglianese "Accademia del Piccione Impazzito" ha voluto commemorarla organizzando una conferenza e pubblicando in tiratura limitata di 77 copie il testo integrale realizzato dal Carnili.

## Aspetto fisico
Secondo quanto ci riportano le fonti, suor Virginia era una donna di statura piuttosto alta e di aspetto grave. Aveva occhi dimessi e labbra gonfie, dovute a una cattiva dentatura che si deteriorò ulteriormente con l’avanzare dell’età. Il suo volto appariva molto smunto, risultato dei frequenti digiuni, cilici e penitenze a cui si sottoponeva.